# John Ednie Brown
John Ednie Brown (1848-1899) fue un botánico, y silvicultor escocés, educado en Edimburgo, pero dejó la escuela a los 15 para tomar la profesión de su padre, donde después de tres años con él, aprendiendo el manejo práctico de los viveros y la presentación de informes sobre la gestión forestal en Inglaterra y Escocia.
En 1871-1872 Brown visitó los Estados Unidos y Canadá, reuniendo más información útil sobre los árboles y los bosques. Como resultado, él escribió "Informe sobre los árboles que se encuentran en California" y "Bosques de los Estados del Este de América" por la que recibió la medalla de oro de la montaña y de la Sociedad Agrícola de Escocia. Su ensayo, "Los árboles de América", le valió el premio de la Sociedad Escocesa de Arboricultura. En 1878 estuvo de nuevo en Canadá, cuando se le ofreció el puesto de conservador de los bosques por parte del gobierno de Australia del Sur.
John Ednie Brown es considerado la "primera autoridad en la madera en Australia". Su obra escrita es enorme, bien razonada y detallada, y la The forest flora of South Australia es considerada su obra más significativa.
- La abreviatura «J.E.Br.» se emplea para indicar a John Ednie Brown como autoridad en la descripción y clasificación científica de los vegetales.[3]